# Les Cerfs-volants
Les Cerfs-volants est le dernier roman de Romain Gary publié de son vivant en 1980. Il raconte, avant et pendant la Seconde Guerre mondiale, l'histoire de l'amour fou mais contrarié par l'Histoire, entre Lila, jeune aristocrate polonaise, et Ludo, garçon normand doté d'une fabuleuse mémoire.

## Résumé
Ludo, un garçon, vit depuis la mort de ses parents en Normandie chez son oncle, Ambroise Fleury. Surnommé le « facteur timbré », celui-ci construit des cerfs-volants, célèbres dans toute la France, voire à l'étranger. Ludo fait la connaissance de Lila, jolie aristocrate polonaise du château voisin, qu’il n’oubliera jamais et dont, malgré la différence de milieux, il essaie de se rendre digne.
Il souffre de jalousie envers Hans, l'« ami » allemand et le cousin de Lila, lui aussi amoureux d'elle. Ludo devient le secrétaire du père de Lila, le comte Stas Bronicki, qu'il assiste dans ses affaires grâce à sa fabuleuse mémoire et à son don pour le calcul mental. Il rejoint par la suite Lila et sa famille (ses parents, son frère Tad, et Bruno, un jeune pianiste que le comte Bronicki a adopté) en Pologne juste avant l'invasion du pays et le déclenchement de la guerre, qui l'oblige à revenir en France. Ludo, réformé, ne peut se battre et retourne en Normandie. Là, il participe activement à la Résistance et retrouve Lila, revenue de Pologne avec sa famille, qui fréquente un officier allemand, Von Tiele. 
Il retrouve aussi Mme Julie Espinoza, mère maquerelle précédemment rencontrée à Paris, qui renseigne de première main le réseau de la résistance. Quant au grand chef cuisinier Marcellin Duprat, ami de son oncle, il « résiste » à sa façon, très risquée, en continuant son métier, fût-ce pour régaler les officiers allemands dont beaucoup mettent la France « au-dessus » de tout en ce domaine.
Ambroise est arrêté pour avoir fait voler des cerfs-volants portant une étoile jaune en signe de protestation contre la rafle du Vélodrome d'Hiver. Il décide de se rendre au Chambon-sur-Lignon pour rejoindre un réseau huguenot permettant de sauver les enfants juifs. Il est ensuite arrêté entre Lyon et la frontière suisse par les Allemands. Il revient heureusement d’Auschwitz et peut, à Cléry, reprendre, avec l’évocation de ses grands personnages symboliques, l’espoir et l’élévation que représente sa passion des cerfs-volants.
Lila a été tondue à la Libération mais cela n'empêche pas Ludo de l'épouser.

## Analyse
L'auteur décrit avec justesse le caractère des différents personnages, une histoire qui nous entraîne dans une véritable aventure humaine dont le suspense et la tragédie marqueront le lecteur.
Dernier livre écrit sous le nom de Romain Gary, Les Cerfs-volants reprend tous les thèmes chers à l'auteur : force de l'imagination, de la mémoire, de l'irrationnel qui permet de ne pas succomber à la réalité, appel à la résistance et à la fraternité entre les hommes et les peuples, joie et impossibilité de l'amour... La guerre y occupe également une place fondamentale car elle permet de révéler ce qu'il y a de meilleur en chacun. 
Peu de temps après sa publication, Romain Gary se suicida.

## Adaptations
- Ce roman fut adapté pour la télévision en 1983 en quatre épisodes par Pierre Badel et diffusé le 11, 18, 28 mai 1984 et 1er juin sur Antenne 2, avec dans les rôles principaux Anne Gautier, Jacques Penot, Jean-Marc Thibault, Paul Crauchet et Rosy Varte.

- Une autre version a été tournée en 2007 et réalisée par Jérôme Cornuau. Les rôles principaux sont tenus par Tchéky Karyo (Ambroise), Marc-André Grondin (Ludo) et Gaëlle Bona (Lila).